# 滑移

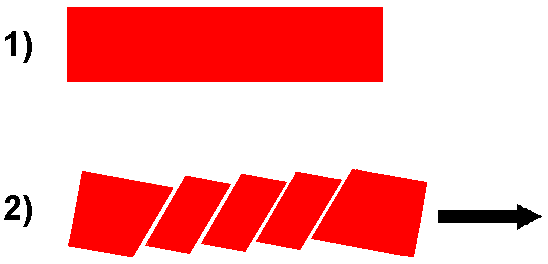
滑移机制的示意图

在材料科学中，滑移系描述的是一组滑移面，以及与之对应的滑移方向。滑移方向容易产生位错，导致材料产生塑性变形。外力促使布拉菲晶格相对彼此互相滑动，并使得材料的结构发生变化。滑移的方向、大小由伯格斯矢量表示。